# Nina Pimenova
Nina Viktorovna Pimenova (Russisch: Нина Викторовна Пименова; meisjesnaam: Чаньчина; Tsjantsjina) (14 februari 1925) was een basketbalspeler van het nationale damesteam van de Sovjet-Unie. Ze werd Meester in de sport van de Sovjet-Unie in 1954. Ze is in Rusland geboren maar is na het uiteenvallen van de Sovjet-Unie in Oekraïne blijven wonen.

## Carrière
Pimenova speelde voor Dinamo Sverdlovsk en Dinamo Kiev en won met Dinamo Kiev één keer het Landskampioenschap van de Sovjet-Unie in 1949. Ze won met dat team ook de USSR Cup in 1950. Ze herhaalde die prestatie in 1951 met de Oekraïense SSR. Als speler voor het nationale team van de Sovjet-Unie won ze goud op het Europees kampioenschap in 1950.

## Privé
Pimenova was getrouwd met Michail Pimenov die volleybalspeler en later volleybalcoach was. Hij werd met de Sovjet-Unie als speler tweevoudig wereldkampioen (1949 en 1952) en tweevoudig Europees kampioen (1950 en 1951).

## Erelijst
- Landskampioen Sovjet-Unie: 1
  - Winnaar: 1949
  - Tweede: 1950
- Bekerwinnaar Sovjet-Unie: 2
  - Winnaar: 1950, 1951
  - Runner-up: 1949
- Europees Kampioenschap: 1
  - Goud: 1950